# فلويد ديل
فلويد ديل (بالإنجليزية: Floyd Dell)‏ (28 يونيو 1887 في الولايات المتحدة - 23 يوليو 1969، بيثيسدا في الولايات المتحدة)؛ كاتِب ومؤلِّف، شاعر، صحفي وروائي أمريكي.

## روابط خارجية
- فلويد ديل على موقع الموسوعة البريطانية (الإنجليزية)
- فلويد ديل على موقع قاعدة بيانات برودواي على الإنترنت (الإنجليزية)
- فلويد ديل على موقع إن إن دي بي (الإنجليزية)